# Agazzano
Agazzano est une commune italienne de la province de Plaisance, dans la région Émilie-Romagne.

## Administration
| Période                                  | Période | Identité | Étiquette | Qualité |
| ---------------------------------------- | ------- | -------- | --------- | ------- |
|                                          |         |          |           |         |
| Les données manquantes sont à compléter. |         |          |           |         |

### Hameaux
Bastardina, Cantone, Montebolzone, Sarturano, Tavernago, Verdeto.

### Communes limitrophes
Borgonovo Val Tidone, Gazzola, Gragnano Trebbiense, Pianello Val Tidone, Piozzano.